# クーピク・クライスト
ヤコブ・エドヴァルド・クーピク・クライスト（グリーンランド語: Jakob Edvard Kuupik Kleist、1958年3月31日 - ）は、グリーンランドの社会主義者、左翼政治家。2009年から2013年まで、イヌイット友愛党所属の議員として初めて、同地域の首相を務めた。
デンマーク人労働者とイヌイットの聾女の子として、カーシトスプ自治体のクリサットに生まれた。里親に育てられた。1966年から72年にかけクリサットの小学校に、それから1975年までシシミュートの中学校に通った。17歳のとき、デンマーク語も話せぬまま単身デンマークに向かい、1978年まで首都コペンハーゲン郊外のビアケレズ国立学校で学んだ。1983年にロスキレ大学を卒業。1988年から91年にかけ、ヌークでジャーナリズムを教えた。
1996年、デンマーク自治政府から外務相に任命された。2001年11月20日から2007年11月13日まで、イヌイット友愛党所属のグリーンランド議会議員を務めた。2007年にはイヌイット友愛党党首に就任し、デンマークからの完全独立を目指して動き始めた。2009年の総選挙でイヌイット友愛党は最多得票を獲得し、同年6月に彼は第5代首相に選出された。首相戦では現職のハンス・エノクセンの1,413票に対し、5,461票を獲得して圧勝した。
2009年8月、クライストはデンマーク王立海軍のティム・スロース・ヨルゲンセン大将とカナダ海軍のウォルター・ナティンチク参謀総長と会談した。両氏は北極圏の両国の軍事基地を訪問する最中であった。